# Дескурайния Софии
Дескура́йния Софи́и, также дескуре́ния Софии, дескурения Со́фьи (лат. Descurainia sophia), — род травянистых растений семейства Капустные (Brassicaceae). Встречается в Северной Африке и практически на всей территории Евразии.

## Ботаническое описание

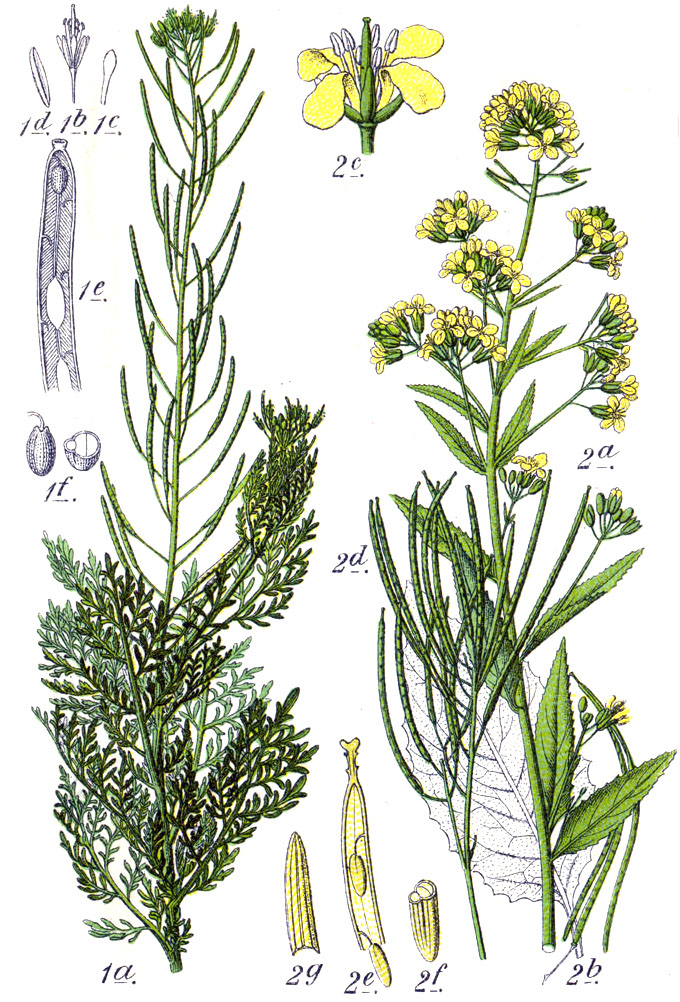
Декурения Софии (слева).

Однолетнее травянистое растение.
Корень стержневой, разветвленный.
Стебель оттопыренно-прямой, ветвистый, 10—80 см высотой, сероватый, опушенный.
Листья очередные, сидячие, дважды или трижды перисто-рассечённые, длиной 1,5—8 см, шириной 0,8—3 см, у основания с ушками, опушенные.
Цветки бледно-жёлтые, собраны в щиток. Лепестки мелкие, иногда недоразвиты, продолговато-обратнояйцевидные, при основании суженные в длинный, превышающий пластинку ноготок. После образования плодов образуется длинная кисть, длиной 6—40 см.
Плод — многосемянный стручок, 10—30 мм длиной, с выпуклыми створками и заметной средней жилкой. Семена овальные, сдавленные, складчатые, желтовато-бурые.
Цветёт с мая по август, плодоносит по сентябрь.

## Распространение и среда обитания
В диком виде встречается на северо-востоке Африки (Алжир, Египет, Марокко) и на всей территории Евразии, кроме арктических районов и тропических районов Юго-Восточной Азии. Вид включен в ботанический атлас растений Ленинградской области. Занесено в Северную Америку.
Растёт на пастбищах, в садах, вдоль дорог, по мусорным местам, около жилья, на полях, заливных лугах и засолённых местах, иногда на склонах холмов и вдоль береговых обрывов.
На богатых азотом местах образует густые чистые заросли.
Одно растение даёт тысячи семян, прорастающих на следующий год с глубины не более 3 см.

## Химический состав
Все части растения содержат сапонины, кумарины, алкалоиды, спирты, стероиды, органические кислоты, карденолиды, тиогликозиды, минеральные соли; в листьях содержатся витамины (С, Е и Р), пигменты; в семенах — жирное масло (до 30 %), содержащее арахидоновую, линолевую, эруковую и другие жирные кислоты, до 1,5 % гликозида синигрина, дающего при расщеплении 0,9 % аллилового горчичного масла, которое определяет вкус и запах горчицы, а также органические кислоты.
Препараты растения обладают вяжущим, диуретическим, возбуждающим, противорвотным, антигельминтным, противовоспалительным, антисептическим, ранозаживляющим, отхаркивающим и кровоостанавливающим действием.

## Значение и применение

### Кормовое значение
В степных или полупустынных районах на пастбищах вполне удовлетворительно поедается верблюдом и плохо другими видами скота. В сене поедается удовлетворительно.
В экспериментальном скармливании лошадям сухой травы (в стадии молодых плодов) в количестве 900 грамм и семян 100 и 250 грамм в течение 15 дней оказалось безвредным. Только большое количество травы в объёме 4—11 кг и больше вызвало гибель овец при симптомах: угнетение, одышка, слабость, судороги. Сено с наличием дескурайнии софии следует браковать или скармливать с большой осторожностью. Перед дачей животным убедиться в отсутствии в нём семян.
Весной и летом листья, молодые стебли и цветки удовлетворительно поедаются кроликами, осенью не поедаются. Поедается сусликами.

### В медицине
С лечебной целью применяются трава (стебли, листья, цветки), молодые стручки, корни, цветки. Корни заготавливают после созревания плодов в августе — сентябре, семена — по мере созревания стручков, траву и листья — во время цветения растения.
В научной медицине семена использовали как слабительное средство.
Настой травы употребляют при простудных заболеваниях, малярии, лихорадке, поносах, дизентерии, отёках, почечно- и жёлчнокаменной болезни, как противоглистное, кровоостанавливающее средство при кровохарканье и маточных кровотечениях, а также при истерических припадках.
- на Кавказе — при желудочных заболеваниях и туберкулёзе лёгких;
- в Средней Азии — при болезнях горла, как жаропонижающее, при кори и оспе, как гемостатическое, ранозаживляющее. Свежий сок — для промывания и заживления ран, трофических язв, опухолей.
- в тибетской медицине и Забайкалье отвары надземной части применяют при лечении сибирской язвы, рожи, при внутренних кровотечениях, как диуретическое, антигельминтное, при почечнокаменной болезни, истерических припадках, как противовоспалительное, для промывания гнойных ран, язв, фурункулов;
- в медицине народов Западной Европы отвар семян используют при различных заболеваниях органов пищеварения и сердца, аритмиях, как ранозаживляющее.
- в индийской медицине широко применяют отвар семян как горечь, отхаркивающее, при дизентерии и лихорадке[6], бронхите, жёлчнокаменной болезни, при нервном возбуждении, как противоцинготное.

С целью ускорения заживления порезов и гнойных ран прикладывают мелко измельчённые свежие листья.
В гомеопатии листья, семена и сок применяют при различных заболеваниях пищеварительных органов.

### Прочее
Семена на Кавказе добавляют в приправу, заменяющую горчицу, так как они обладают жгучим вкусом.

## Классификация

### Таксономия[14]
Descurainia sophia (L.) Webb ex Prantl, 1891, [Engler & Prantl] iii. 2. 192.
Вид Дескурайния Софии относится к роду Дескурайния (Descurainia) семейства Капустные (Brassicaceae) порядка Капустоцветные (Brassicales). Кладограмма в соответствии с Системой APG IV по состоянию на июнь 2023 года:
|  |                                      |  |                                   |                                   |                     |  | ещё 16 семейств | ещё 16 семейств |                   |  |                        |  | еще 48 подтвержденных видов и 2 вида, ожидающий подтверждения | еще 48 подтвержденных видов и 2 вида, ожидающий подтверждения |  |
|  |                                      |  |                                   |                                   |                     |  | ещё 16 семейств | ещё 16 семейств |                   |  |                        |  | еще 48 подтвержденных видов и 2 вида, ожидающий подтверждения | еще 48 подтвержденных видов и 2 вида, ожидающий подтверждения |  |
|  |                                      |  |                                   | порядок Капустоцветные            |                     |  |                 |                 | род Дескурайния   |  |                        |  |                                                               |                                                               |  |
|  |                                      |  |                                   | порядок Капустоцветные            |                     |  |                 |                 | род Дескурайния   |  | 1 внутривидовой таксон |  |                                                               |                                                               |  |
|  | отдел Цветковые, или Покрытосеменные |  |                                   |                                   | семейство Капустные |  |                 |                 | Дескурайния Софии |  |                        |  |                                                               |                                                               |  |
|  | отдел Цветковые, или Покрытосеменные |  |                                   |                                   |                     |  |                 |                 |                   |  |                        |  |                                                               |                                                               |  |
|  |                                      |  | ещё 63 порядка цветковых растений | ещё 63 порядка цветковых растений |                     |  |                 | ещё 354 рода    | ещё 354 рода      |  |                        |  |                                                               |                                                               |  |
|  |                                      |  |                                   | ещё 63 порядка цветковых растений |                     |  |                 |                 | ещё 354 рода      |  |                        |  |                                                               |                                                               |  |

### Синонимы
- Arabis sophia  Bernh.
- Crucifera sophia  E.H.L.Krause
- Descurainia sophia var. brachycarpa  O.E.Schulz
- Descurainia sophia var. glabrata  N.Busch
- Descurainia sophia var. macrophylla  Prantl
- Descurainia sophia var. sophia  –
- Discurea sophia  Schur
- Hesperis hermanniana  Kuntze
- Hesperis sophia  Kuntze
- Hesperis tripinnata  Kuntze
- Phryne sophia  Bubani
- Sinapis tripinnata  Burch.
- Sisymbrium absinthoides  Gray
- Sisymbrium parviflorum  Lam.
- Sisymbrium persicum  Schrad. ex Spreng.
- Sisymbrium pseudosophia  Boiss. & A.Huet
- Sisymbrium robesetti  Steud.
- Sisymbrium sophia  L.
- Sisymbrium sophia var. brachycarpum  Boiss.
- Sisymbrium tripinnatum  DC.
- Sophia chirurgorum  Garsault
- Sophia lobelii  Rupr.
- Sophia parviflora  Standl.
- Sophia sophia  Britton
- Sophia vulgaris  Fourr.